# Indonesia en los Juegos Olímpicos de Atenas 2004
Indonesia estuvo representada en los Juegos Olímpicos de Atenas 2004 por un total de 38 deportistas, 22 hombres y 16 mujeres, que compitieron en 14 deportes.
El portador de la bandera en la ceremonia de apertura fue el yudoca Krisna Bayu.

## Medallistas
El equipo olímpico indonesioobtuvo las siguientes medallas:
| Nombre                  | Deporte      | Competición  |
| ----------------------- | ------------ | ------------ |
| Oro                     |              |              |
| Taufik Hidayat          | Bádminton    | Individual M |
| Plata                   |              |              |
| Raema Lisa Rumbewas     | Halterofilia | 53 kg F      |
| Bronce                  |              |              |
| Sony Dwi Kuncoro        | Bádminton    | Individual M |
| Eng Hian Flandy Limpele | Bádminton    | Dobles M     |